# Luciano Juncos
Luciano Juncos (Córdoba Capital, Córdoba; 1 de enero de 1991) es un director, guionista y productor de cine argentino. Entre sus obras más destacadas se encuentran largometrajes como  La Laguna y Bandido, película que le valió un  Premio Especial del Jurado en el Festival de Cine Iberoamericano de Huelva.

## Biografía
Egresa como Técnico Superior en Cine y Video en la Escuela de Comunicación Audiovisual "La Metro" en el año 2013 y como Licenciado en  Comunicación Social de la Facultad de Ciencias de la Comunicación de la Universidad Nacional de Córdoba en el año 2018. Comienza su carrera cineasta realizando cortos y videoclips musicales para artistas como Fidel Nadal, Kameleba y Iceberg Del Sur.
En el 2013 presenta su primer película titulada La Laguna, la cual se estrenó en Competencia Internacional en el Festival Internacional de Cine de Mar del Plata. Obtiene una mención especial de Signis en el Festival de Pinamar.
En el 2015 participa como productor asociado en Los Besos, largometraje presentado  en el Festival Dada Saheb Phalke - Nueva Delhi – India, en el Festival Internacional de Cine Independiente de Cosquín, en el Festival Latinoamericano de Cine de Tigre y el Festival Internacional de cine de la mujer CINEFem.
En el 2016 participa como guionista en la obra Estepa, la cual es declarada de interés por el INCAA Vía Digital 2016. También participa como Jefe de producción en el "Clú del humor" (emitido en señal ACUA Federal).
En el 2017 presenta "Blackdali, una ópera reggae", ocupando los cargos de Director, Guionista y Montajista en coproducción con la compañía discográfica Pop-art.
En el 2018 participa como guionista y montajista en "Guardianes de la lengua", una serie documental internacional para la señal Encuentro que llegó a estar entre los finalistas en los premios TAL Latinoamérica.
En el 2021 presenta el largometraje "Bandido", coproducción argentino-española,  que cuenta con la actuación de Osvaldo Laport y Juanma Lara. Se estrena en Argentina en 2021 y en  España en 2022. Este film fue seleccionado como Película apertura: 22 BAFICI, Argentina. Merecedora de un premio Colón de Plata  (Premio Especial del jurado, Selección Oficial 47 Festival de Cine Iberoamericano de Huelva, España). En el 7 Festival Internacional de Cine de las Alturas, Jujuy, Argentina, resulta ganadora del Premio del público, Premio Patacón Sagai a mejor interpretación para Magdalena Combes Tillard y para Hernán Francisco Alvarellos, y obtiene la Mención especial del jurado para Osvaldo Laport. Se destacó como Película de clausura: 23 FILMAR en América Latina, Ginebra, Suiza.
En el mismo año presenta también la serie documental: Relatos del Viento, como director, guionista y Montajista, transmitida por la señal Encuentro.
En el 2022 se estrena en la Plataforma Cont.ar la serie documental "Encuentros Chunkanos", que trata sobre los oficios tradicionales amenazados. Participa como director, guionista y montajista.
Actualmente se encuentra trabajando en su tercer largometraje de ficción "I love you, dolar".

## Filmografía

### Series
- 2016: El Clú del humor  (Jefe de producción)
- 2018: Guardianes de la Lengua (Guion y montaje)
- 2021: Relatos del Viento (Dirección, guion y montaje)
- 2022: Encuentros Chunkanos (Dirección, guion y montaje)

### Largometrajes
| Año  | Película                    | Director | Guionista | Montaje |
| ---- | --------------------------- | -------- | --------- | ------- |
| 2013 | La Laguna                   | Sí       | Sí        | No      |
| 2017 | Blackdali, una ópera reggae | Sí       | Sí        | Sí      |
| 2021 | Bandido                     | Sí       | Sí        | Sí      |

## Premios y nominaciones

### Premios
| Año  | Categoría                    | Festival                                      | Película | Resultado |
| ---- | ---------------------------- | --------------------------------------------- | -------- | --------- |
| 2021 | «Premio Especial del jurado» | Festival de Cine Iberoamericano de Huelva     | Bandido  | Ganador   |
| 2021 | «Premio del Público»         | Festival Internacional de Cine de las Alturas | Bandido  | Ganador   |
| 2021 | «Premio Patacón Sagai»       | Festival Internacional de Cine de las Alturas | Bandido  | Ganador   |